# Platja de Canyamel
Platja de Canyamel (kastilisch: Playa de Cañamel) ist ein Naturstrand im Nordosten der Baleareninsel Mallorca und gehört zum gleichnamigen Badeort Canyamel.

## Lage und Beschreibung

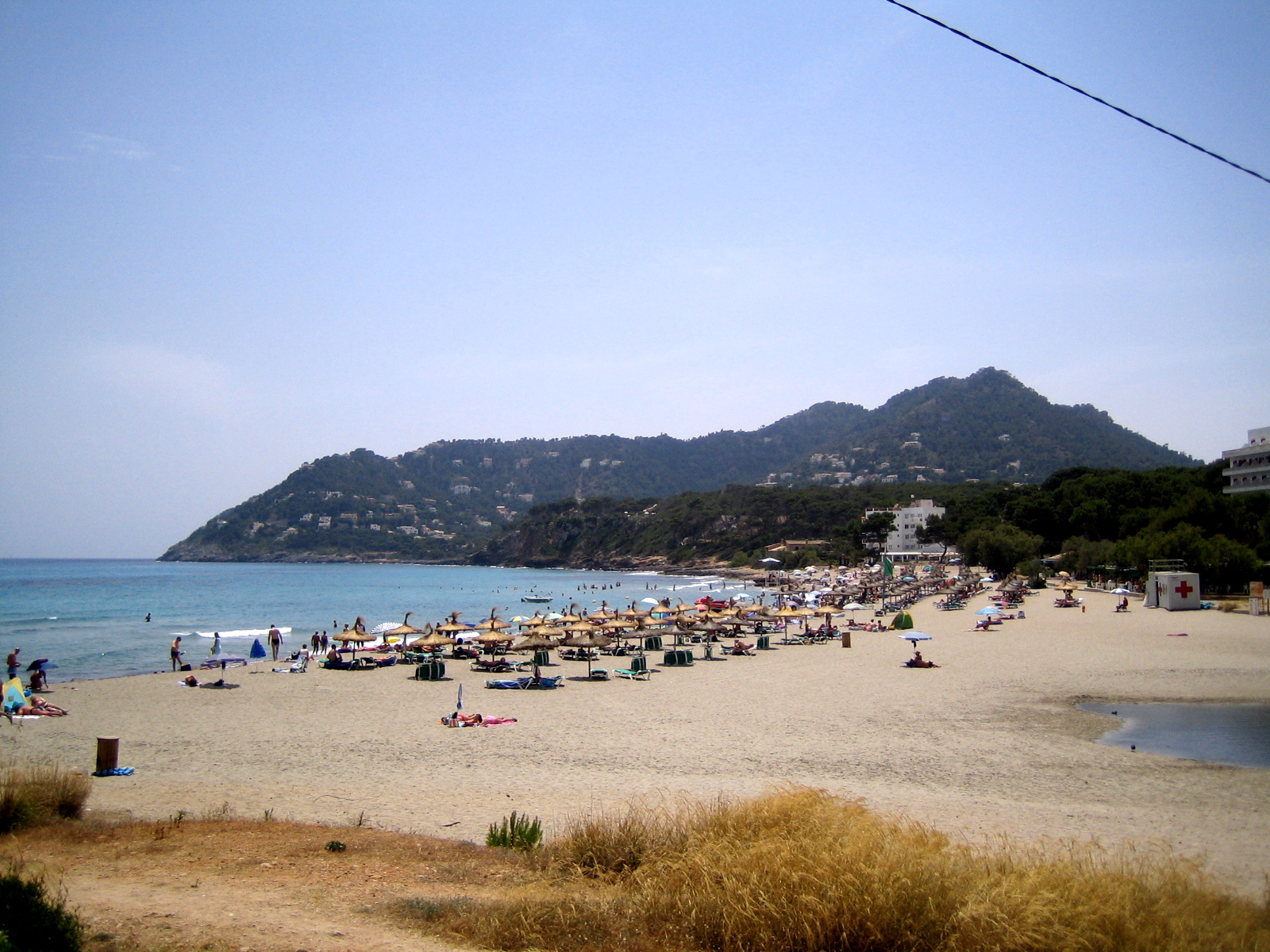
Strand von Canyamel

Der Strand liegt im Gemeindegebiet von Capdepera in einem Naturschutzgebiet (Typ: ANEI). Er ist 300 Meter lang und im Mittel 80 Meter breit, dabei flach abfallend und somit auch sehr gut für Kleinkinder geeignet. Während der Hauptsaison findet der Strand nicht zuletzt wegen der guten Erreichbarkeit über die ausgebauten Straße von Artà bzw. Capdepera aus regen Besuch, ohne dass der Strand übervoll wirkt. Mallorcas größte Tropfsteinhöhlen, die Coves d’Artà, sind innerhalb von zehn Minuten zu Fuß gut erreichbar.
Das Rote Kreuz überwacht den Strand während der Sommermonate. Eine Polizeistation ist auch in unmittelbarer Nähe. Die für einen touristisch erschlossenen Strand üblichen Einrichtungen wie Duschen, Toilettenanlagen, Kiosk, Bars, Restaurants, Liegestuhl- oder Sonnenschirmverleih sowie eine Rettungsstation sind ebenfalls vorhanden.
Im Jahre 2002 wurden für den Strand von der Gemeindeverwaltung unter anderem genehmigt: 595 Liegen, 235 Sonnenschirme, sechs Wassertretboote, ein Überwachungsturm, ein Signalmast und eine Rettungsstation Cruz Roja (Rotes Kreuz) mit allen erforderlichen Erste Hilfe Geräten und Anlegestelle für Rettungsboot.
Etwas südlich, noch innerhalb der Bucht von Canyamel, befinden sich die beiden kleinen Felsenstrände Cala Albarxians (auch: Cala Auberdans) und Cala Rotja.